# Upucerthia validirostris jelskii
La bandurrita de Jelski (Upucerthia validirostris jelskii), también denominada bandurrilla o bandurrita de la Puna (en Chile)  o bandurrita puneña (en Argentina), es una subespecie de ave paseriforme de la especie Upucerthia validirostris, del género Upucerthia, de la familia Furnariidae. Es nativa del centro-oeste de Sudamérica.

## Distribución y hábitat
Se distribuye desde los Andes del centro de Perú, por el oeste de Bolivia, hasta el noreste de Chile y noroeste de la Argentina.
Esta subespecie es considerada bastante común en sus hábitats naturales, las zonas de matorrales y praderas de estepas áridas del altiplano puneño, principalmente entre los 3500 y 4500 m de altitud.

## Sistemática

### Descripción original
La subespecie U. validirostris jelskii fue descrita por primera vez por el ornitólogo alemán Jean Cabanis en 1874 bajo el nombre científico Coprotretis jelskii; su localidad tipo es: «Junín, Perú».

### Etimología
El nombre genérico femenino «Upucerthia» resulta de una combinación de los géneros del Viejo Mundo Upupa (las abubillas) y Certhia (los agateadores), principalmente en referencia al formato del pico; y el nombre de la especie «jelskii», conmemora al zoólogo y colector polaco Konstanty Roman Jelski (1837-1896).

### Taxonomía
La presente subespecie fue tratada anteriormente como conespecifica y más recientemente como especie separada de Upucerthia validirostris por diversos autores y clasificaciones. Los datos genéticos confirman que son taxones hermanos, pero muy poco diferenciados. Los estudios de Areta y Pearman (2009, 2013) no encontraron diferencias en las vocalizaciones, y sobre esta base propusieron que vuelvan a ser tratadas como conespecíficas. Este tratamiento fue aprobado en la Propuesta N° 572 al Comité de Clasificación de Sudamérica (SACC).
Los dos taxones (validirostris y jelskii) muestran un escalonado cline en la coloración del plumaje, el cual se va tornando cada vez más rojizo en paralelo al aumento en la latitud del hábitat de los ejemplares estudiados, y quizás también se presente un leve cline en sus medidas. Sus cantos o reclamos son muy similares. Parecía que sus distribuciones se solapan en Potosí, sudoeste de Bolivia. Su otrora subespecie Upucerthia jelskii pallida es vocalmente distintiva, por lo que posiblemente se trate de una especie distinta.
Cuando se la consideraba una especie plena se la subdividía en 3 subespecies:
- Upucerthia jelskii jelskii (Cabanis, 1874)
- Upucerthia jelskii pallida Taczanowski, 1883
- Upucerthia jelskii saturata Carriker, 1933

Pero actualmente se considera a pallida como incluida en jelskii y saturata como subespecie de validirostris.